# Vingt-quatre Heures de la vie d'un clown
Pour plus de détails, voir Fiche technique et Distribution.
Vingt-quatre Heures de la vie d'un clown est un court métrage français de Jean-Pierre Melville tourné en 1946 (ou 1947), avec pour acteurs principaux les fameux clowns Béby et Maïss, alors vedettes du cirque Medrano à Paris.
Le film nous fait partager l'univers et l'intimité de ces artistes célèbres à l'époque (années 1940) et aujourd'hui oubliés.
Son titre est un clin d’œil au roman de Stefan Zweig, Vingt-quatre heures de la vie d'une femme.

## Propos de Melville
« Avant d'aimer le cinéma, j'ai aimé le cirque. De cet amour, j'avais gardé une amitié : le clown Béby, qui était à cette époque le plus grand clown vivant, et que je devais adorer plus tard dans un court métrage de Bresson...

Pour faire mon galop d'essai, je décidai de tourner un court métrage avec lui. Nous étions en 1947 et j'avais de la pellicule Agfa que j'avais achetée en 1942... Nous tournions en muet et une sténo notait scrupuleusement ce que disait Béby dans son numéro. Mais une fois à l'auditorium, nous nous sommes aperçus qu'il ne savait pas lire, et il a fallu synchroniser mot par mot. »

— Jean-Pierre Melville, Cahiers du cinéma, n° 124, octobre 1961

## Histoire et analyse du film
La critique Raphaëlle Pireyre retrace les origines du premier court métrage de Melville : « Lorsqu’après la guerre, Jean-Pierre Melville peut enfin utiliser la pellicule qu’il avait acquise dès 1942 pour réaliser son premier film, il choisit de faire le portrait documentaire du célèbre clown Béby. À la fin de sa carrière, ce descendant d’une grande famille de forains italiens ne pratique plus la périlleuse acrobatie équestre qui fit son succès. Contraint d’y renoncer en raison de nombreux accidents, il se produit dans les années 1940 au cirque Medrano, en duo avec le clown blanc Maïss. Ce n’est pas au réveil que le cinéaste débutant choisit de cueillir cet artiste qu’il admire pour passer vingt-quatre heures avec lui, mais en fin de soirée, juste avant le baisser de rideau de sa représentation. Melville dévoile d’abord le clown par son travail, tel que le public le connaît déjà : sur scène, dans des extraits de numéros musicaux. En lui tenant compagnie à mesure qu’avancent les aiguilles sur le cadran, c’est comme s’il s’efforçait d’ôter successivement toutes les couches de fard qui dissimulent l’homme sous le maquillage de scène. »

## Fiche technique
- Titre : Vingt-quatre Heures de la vie d'un clown
- Réalisation : Jean-Pierre Melville
- Scénario et adaptation : Jean-Pierre Melville
- Assistants : Carlos Vilardebó, Michel Clément
- Opérateur : Gustave Raulet, assisté d'André Villard
- Montage : Monique Bonnot
- Production : Jean-Pierre Melville
- Pays :  France
- Format :  Son mono - 35 mm - Noir et blanc - 1,37:1
- Genre : Court métrage
- Durée :  22 minutes
- Année de sortie : 1947

## Distribution
- Béby : Un clown
- Maïss : Un autre clown